# Belima X
Belima X je obchodní značka bikomponentního mikrovlákna japonské firmy Kanebo, které přišlo v konečné podobě na trh v roce 1977.
Vlákno vzniká spojením matrice z 30 % polyamidu a pláště ze 70 % polyesteru ve zvlákňovací trysce. Z filamentů s jemností cca 2 dtex se vyrábí tkaniny nebo pleteniny, které se průchodu určitým chemickým procesem sráží až o 40 % a filamenty se štěpí tak, že na plochu 1 cm² připadá až 80 000 mikrovláken (0,1 dtex).

## Použití
Z Belimy se vyrábí např. Belseta®, tkaniny (hmotnost 70 g/m²) s minimální propustností vlhkosti, používané hlavně na sportovní oděvy a nábytkové potahy a osnovní pleteniny na utěrky k velmi intenzivnímu čištění